# Haakon Dobry
Haakon I Dobry (norw. Håkon I (Haraldsson) Adelsteinsfostre den Gode) – król Norwegii w latach 933-961 z dynastii Ynglingów.

## Życiorys
Urodzony ok. 915–920 roku jako najmłodszy syn króla Norwegii Haralda I Pięknowłosego i Thory Morsterstang. Przyrodni brat Eryka zwanego Krwawym Toporem.
Za młodu przebywał w Anglii na dworze króla Athelstana (zm. 939), gdzie znalazł się w wyniku układu zawartego między angielskim królem a swoim ojcem. Podczas pobytu w Anglii Haakon został ochrzczony. Gdy doszły do niego wieści o śmierci ojca (ok. 933), który zjednoczył pod swym panowaniem Norwegię, Haakon postanowił powrócić do kraju i przejąć tam władzę. Przybywszy do Norwegii, przy pomocy angielskich wojsk i Norwegów niezadowolonych z okrutnych rządów Eryka Krwawego Topora, pozbawił swego brata królewskiego tronu (934), a następnie, po kilku latach walk, wygnał z kraju (945). W zamian za poparcie przeciwko Erykowi, król musiał obiecać swoim nowym poddanym przywrócenie praw i podatków, jakie obowiązywały za czasów Haralda Pięknowłosego.
Mimo że Eryk Krwawy Topór został wygnany, Haakon nie zdołał opanować całej Norwegii, gdyż musiał się pogodzić z większą lub mniejszą samodzielnością poszczególnych jarlów, nadto problemem nowego króla był powszechny opór ludności przeciwko próbom wprowadzenia chrześcijaństwa. Sprzeciw wobec władzy Haakona wykorzystywali synowie zmarłego w 955 roku Eryka. Przebywali oni głównie na wyspach brytyjskich, skąd z pomocą Duńczyków systematycznie organizowali najazdy na Norwegię. Jeden z synów Eryka, Harald II zwany Szarą Opończą na czele posiłków duńskich, ofiarowanych przez króla Danii Haralda I Sinozębego, pokonał Haakona I w bitwie pod Fitje (960 lub 961), podczas której król Haakon poległ.
Haakon I Dobry nie był żonaty, miał prawdopodobnie córkę o imieniu Thora, o której brak jest bliższych informacji.